# جامعة كارناتاك
جامعة كارناتاك هي جامعة حكومية تقع في منطقة دارواد بولاية كارناتاكا في الهند. تأسس معهد كوسالي للدراسات الإدارية (KIMS) في عام 1976 باسم قسم الدراسات الإدارية. 
وهي إحدى الجامعات الرائدة في ولاية كارناتاكا والهند. فهي أقدم جامعة في ولاية كارناتاكا الموحدة، بعد جامعة ميسور. ويوجد بها مراكز إدارية وكليات رئيسية.
تضم جامعة كارناتاكا ، التي كان بها 11 كلية فقط عند افتتاحها ، اليوم 5 كليات إضافية تمولها الحكومة ، وكلية واحدة إضافية بدون مساعدة الحكومة.
تم اعتماد جامعة كارناتاكا من قبل لجنة المنح الجامعية باعتبارها «جامعة متميزة».

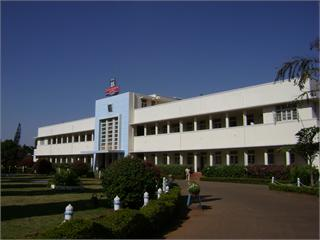
مبنى إدارة جامعة كارناتاكا

## التخصصات
تم افتتاح تخصصات وأقسام مثل قسم اللغة الكنادية واللغة الإنجليزية واللغة السنسكريتية
وقسم الفيزياء والكيمياء والجيولوجيا وعلم الحيوان وعلم النبات والسياسة وعلم الاجتماع والفلسفة والتجارة وما إلى ذلك للتعليم العالي.
في كل هذه التخصصات تقدم الجامعة درجة البكالاريوس والدراسات العليا
كما تقدم الدبلوم في اللغة الفرنسية والألمانية والروسية في قسم اللغات الأجنبية.

## خريج متميز
- KS Amur ، عالم رياضيات هندي
- بي آر بهات ، إحصائي هندي
- DV Guruprasad ، مدير عام متقاعد للشرطة ، كاتب باللغتين الإنجليزية والكانادية.
- سوريش هبليكار ، ممثل سينمائي ومخرج وناشط بيئي في الكنّادية
- SR Hiremath ، ناشط هندي
- نارايان ساداشيف هوسمان ، أكاديمي هندي
- Ramachandra S. Hosmane ، كيميائي ، أستاذ ، باحث
- Ramakrishna V. Hosur ، عالم فيزياء حيوية ، أستاذ
- بانكاج جاين ، أستاذ الدراسات الدينية ودراسات الأفلام والاستدامة
- جايانث كايكيني ، شاعر هندي وراوي قصص وشاعر غنائي يعمل في الأدب الكانادي وسينما الكانادا
- Chandrashekhara Kambara ، شاعر الكانادا
- جيريش كارناد ، الممثل الهندي ، المخرج السينمائي ، الكاتب الكانادي ، الكاتب المسرحي وباحث رودس
- فيفيك كولكارني ، رجل أعمال هندي
- أنانث كومار ، وزير الشؤون البرلمانية السابق
- سودها مورتي ، كاتب هندي ، فاعل خير
- سيدو نياماجودا ، سياسي سابق
- رامداس باي ، مجموعة مانيبال التعليمية والطبية
- TMA Pai ، طبيب هندي ، تربوي ، مصرفي ومحسن
- أجيت برابهو ، رجل أعمال هندي
- إيه آر دي براساد ، أكاديمي هندي
- VC Sajjanar ، ضابط شرطة هندي (دفعة 1996)
- سامباثكومار ، أستاذ فخري في نظرية الرسم البياني
- ميكا سريكانث ، ممثل التيلجو
- فاركي فيثاياتيل ، كاردينال كاثوليكي

## روابط خارجية
- الموقع الرسمي